# Cneo Pedanio Fusco Salinator
Cneo o Gneo Pedanio Fusco Salinator (en latín: Gnaeus Pedanius Fuscus Salinator) fue un senador romano, que vivió a fines del siglo I y principios del siglo II, y desarrolló su cursus honorum durante los reinados de los emperadores Nerva, Trajano, y Adriano. Fue cónsul ordinario en 118 como colega de este último César.

## Orígenes, familia y relaciones con otros senadores
Salinator era miembro de los Pedanii, una familia que tenían sus raíces como colonos romanos en la ciudad de Barcino en la Hispania Tarraconensis. El mismo Salinator era hijo de Gneo Pedanio Fusco Salinator, cónsul sufecto en 84.
Plinio le dirige tres cartas a Salinator, a quien llama Pedanio Fusco, y lo menciona en tres más. Sin embargo, las tres cartas que Plinio le escribió son sobre asuntos triviales: una contiene consejos para Salinator sobre cómo estudiar, aunque Plinio señala que el "interés particular de Salinator es suplicar"; los otros dos son ensayos en los que Plinio describe su rutina diaria. Las otras cartas dirigidas a terceros, nos brindan más información sobre Salinator. Una se refiere al discurso de debut de Salinator en el Senado, donde se opuso a otro joven senador que también pronunció su discurso de debut, Gayo Ummidio Cuadrato Sertorio Severo. Otra, dirigida a Lucio Julio Urso Serviano, felicita a Serviano por el compromiso de su hija con Salinator. Ronald Syme le da un nombre: Julia, la hija de la hermana de Adriano, Domicia Paulina.

## Carrera política
En cuanto a la carrera senatorial de Salinator, conocemos pocos detalles. La tercera carta de Plinio que lo menciona, es una carta de recomendación para un tal Ninfidio Lupo, escrita al emperador Trajano en el año 110. En esta carta, él, escribe que "Fusco Salinator" también ha recomendado a Lupo de una manera que implica que Salinator era gobernador de alguna provincia en algún momento antes de 110. No se indica en la carta de qué provincia era gobernador, pero el consenso de los expertos es que probablemente se trataba de Moesia Inferior. Puede ser objeto de una inscripción mutilada recuperada de Durostorum; Werner Eck ha fechado el mandato de este senador desconocido desde el año 108 al año 110.
Después de completar su mandato como cónsul ordinario en 118, Salinator desaparece de la historia registrada, lo cual es sorprendente. "Los Fasti consulares a principios del reinado de Adriano reveló debidamente a varios de sus aliados", escribe Syme. Como colega de Adriano en su primer consulado como emperador, Pediano Fusco Salinator ocuparía una posición muy destacada en la lista de personas nombradas por Adriano. Uno esperaría escuchar más de Salinator, sin embargo, como señala Syme, él es "solo un nombre más en el Fasti". Si bien su desaparición podría atribuirse a la caída en desgracia frente a Adriano, se sabe que el emperador ejecutó a cuatro hombres que se cree que representaban una amenaza para él -Gayo Avidio Nigrino, Aulo Cornelio Palma, Lucio Publilio Celso y Lusio Quieto - Syme sugiere que Salinator y su esposa simplemente sucumbieron a "una enfermedad o una pestilencia poco después de 118".
Se sabe que Salinator tuvo un hijo fruto de su matrimonio con  Julia, la hija de Serviano, llamado Lucio Pedanio Fusco Salinator. Este hijo, junto con su abuelo Serviano, fueron acusados de estar involucrados en un complot contra Adriano; como resultado, ambos hombres se vieron obligados a suicidarse poco antes de la muerte de Adriano.